# Communauté de communes Cœur de Pévèle
La Communauté de communes Cœur de Pévèle  est une ancienne communauté de communes française, située dans le département du Nord et la région Nord-Pas-de-Calais, arrondissement de Douai.

## Composition
La communauté de communes Cœur de Pévèle regroupait 2 communes.
| Code INSEE | Commune         | Maire            | Population  | Superficie | Délégués |
| ---------- | --------------- | ---------------- | ----------- | ---------- | -------- |
| 59080      | Beuvry-la-Forêt | Thierry Bridault | 2 818 hab.  | 1 252 ha   | nc       |
| 59449      | Orchies         | Dominique Bailly | 7 472 hab.  | 1 092 ha   | nc       |
| Totaux     | 2 communes      | 2 communes       | 10 290 hab. | 2 344 ha   | 14       |

## Historique
- 2002 Participe à la création du syndicat mixte chargé de l'élaboration du Schéma de cohérence territoriale SCot Grand Douaisis. Le SCoT est rendu exécutoire en 2008 dans les documents d'urbanisme locaux.

## Présidents
| Période | Période | Identité         | Étiquette | Qualité                   |
| ------- | ------- | ---------------- | --------- | ------------------------- |
|         |         | Dominique Bailly | PS        | maire d'Orchies, sénateur |
|         |         |                  |           |                           |

## Fusion
Le préfet Dominique Bur a confirmé le 20 janvier 2013 la fusion  de la communauté d'agglomération dans celle de la communauté de communes Pévèle-Carembault né dans le cadre de la réforme territoriale . Le 1er janvier 2014, Cœur de Pévèle disparait donc.